# 3752 Camillo
3752 Camillo è un asteroide near-Earth del diametro medio di circa 2,3 km. Scoperto nel 1985, presenta un'orbita caratterizzata da un semiasse maggiore pari a 1,4135677 UA e da un'eccentricità di 0,3017913, inclinata di 55,55326° rispetto all'eclittica.
L'asteroide è dedicato all'omonimo figlio di Turno, sovrano dei Rutuli.